# Cristofano Allori

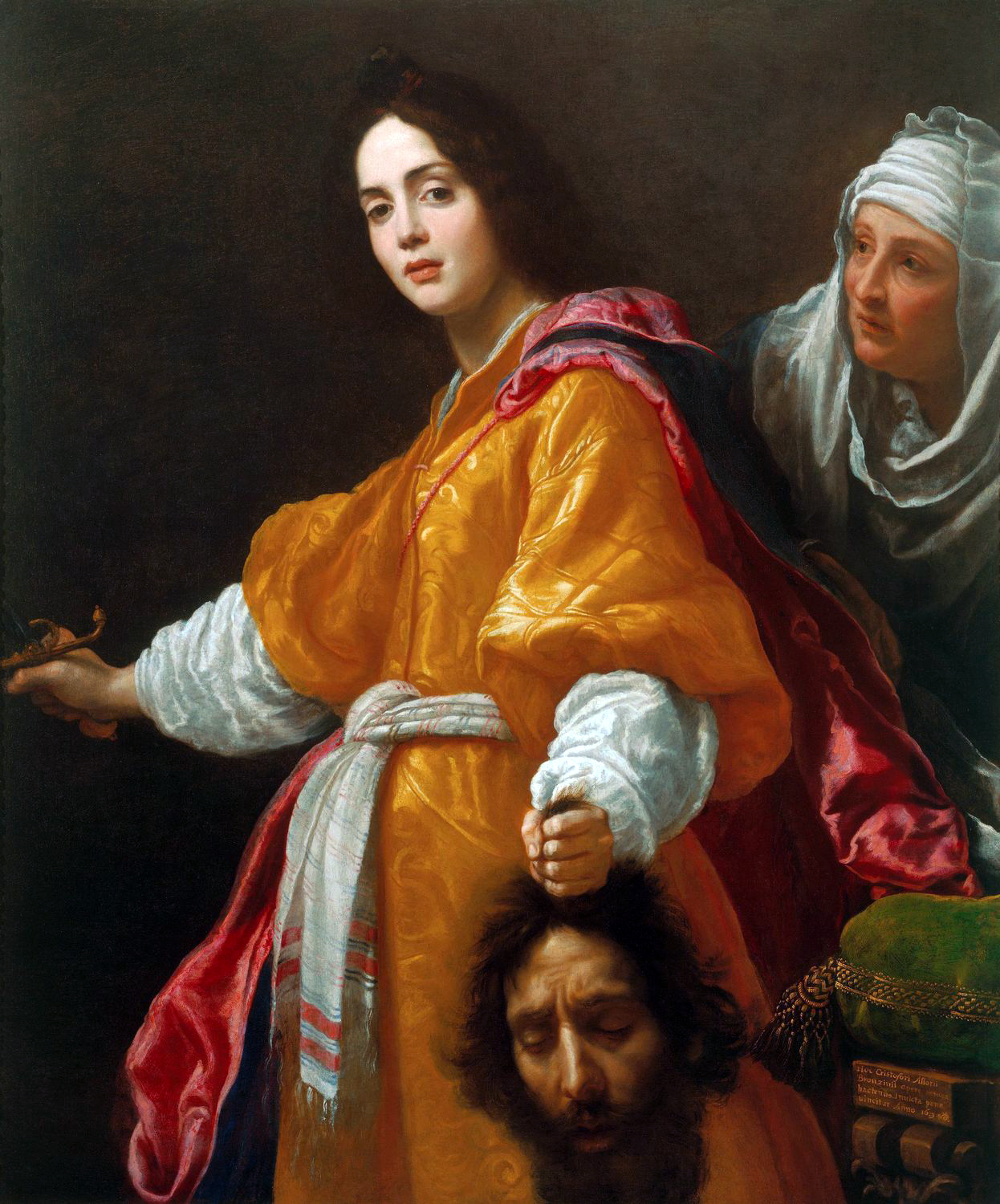
Cristofano Allori: Judyta z głową Holofernesa

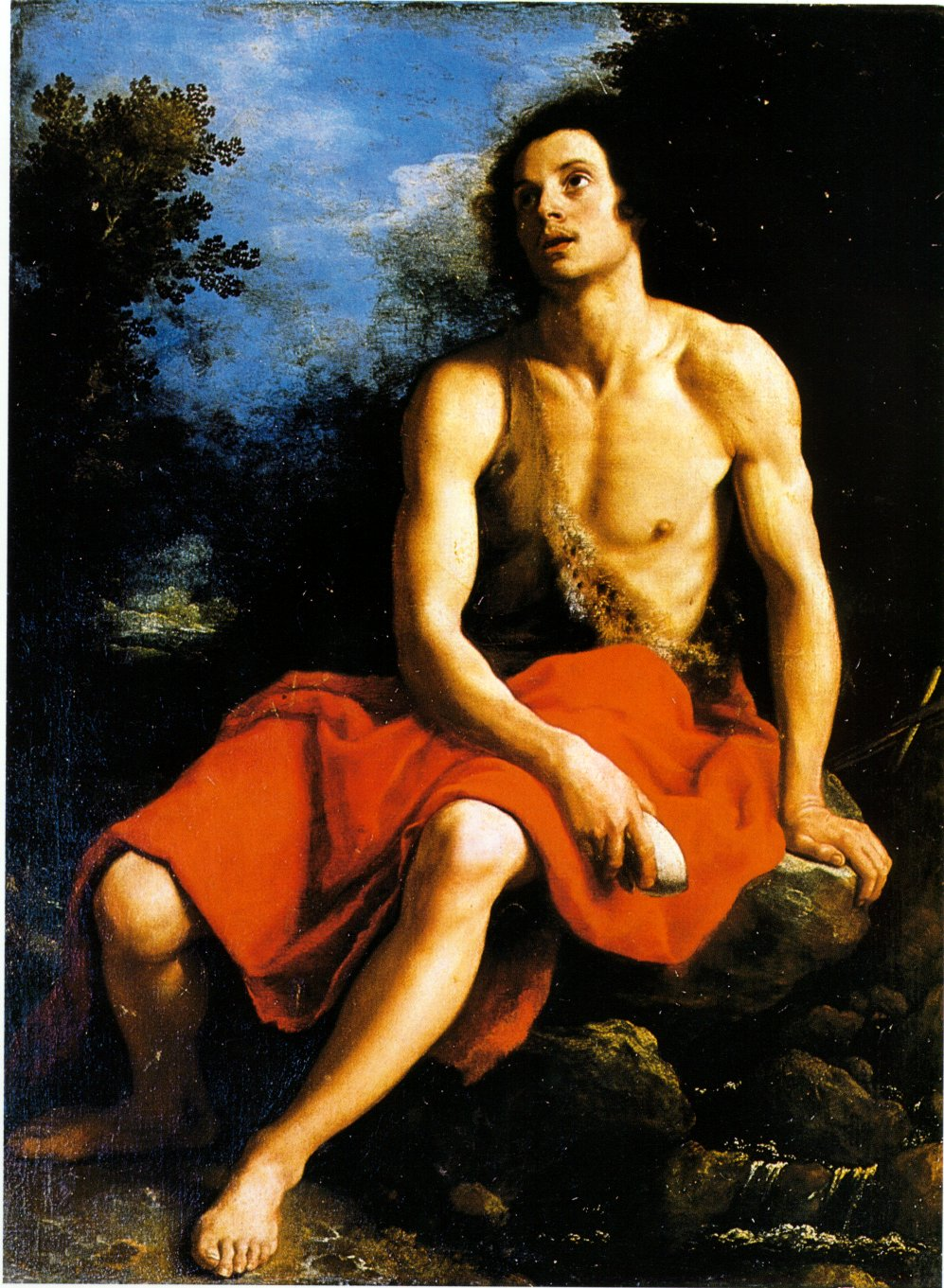
Cristofano Allori, Jan Chrzciciel

Cristofano Allori (ur. 17 października 1577 we Florencji, zm. 2 kwietnia 1621 tamże) – malarz włoski, przedstawiciel schyłku manieryzmu i wczesnego baroku. Twórca wyrazistych w kolorze obrazów ołtarzowych do kościołów florenckich, licznych portretów oraz rysunków pejzaży. Był prawnukiem Agnolo di Cosimo i synem Alessandra Allori.

## Twórczość
Cristofano malarstwa uczył się u swego ojca oraz Santiego di Tito. Tworzył niewiele, za to charakterystyczna dla niego była wielka dbałość o szczegóły i staranność wykonania, czego dowodzą liczne zachowane studia i szkice.
Za jego najważniejsze dzieło uważa się Judytę z głową Holofernesa (portrety kochanki, Mazzafirry; głowa Holofernesa to prawdopodobnie autoportret artysty). Istnieją dwie kopie tego obrazu: jedna z 1610 w Pałacu Pitti we Florencji, druga, powstała około 1613, znajduje się w Queen’s Gallery w Pałacu Buckingham w Londynie.